# Jan Angelos z Syrmii
Jan Angelos z Syrmii (grec. Ἰωάννης Ἄγγελος, węg. Angelos János, ur. ok. 1193, zm. 1259) – bizantyński arystokrata, gubernator Syrmii 1235-1254

## Życiorys
Był synem Izaaka II Angelosa i Małgorzaty Węgierskiej. Znalazł schronienie w węgierskim dworze w 1222 roku. Bela IV mianował go gubernatorem Syrmii. Jego żoną była Małgorzata de Courtenay, siostra łacińskich cesarzy Konstantynopola. Mieli co najmniej jedną córkę, Marię. 